# Barjac (Lozère)
 Barjac  es una población y comuna francesa, situada en la región de Languedoc-Rosellón, departamento de Lozère, en el distrito de Mende y cantón de Chanac.

## Demografía
| 1071 | 910 | 941 | 928 | 1028 | 995 | 903 | 856 | 819 | 835 | 765 | 754 | 761 | 883 | 836 | 806 | 767 | 806 | 752 | 677 | 597 | 604 | 555 | 564 | 505 | 432 | 442 | 399 | 411 | 445 | 557 | 598 |
| Para los censos de 1962 a 1999 la población legal corresponde a la población sin duplicidades (Fuente: INSEE [Consultar]) |     |     |     |      |     |     |     |     |     |     |     |     |     |     |     |     |     |     |     |     |     |     |     |     |     |     |     |     |     |     |     |